# The Lucy-Desi Comedy Hour
The Lucy–Desi Comedy Hour es una colección de trece especiales en blanco y negro de una hora que se emitieron ocasionalmente entre 1957 y 1960 (a diferencia de la serie regular de treinta minutos, I Love Lucy ), protagonizada por la actriz y comediante Lucille Ball.
El programa presentaba a los mismos miembros del elenco aparte de Ball; , Desi Arnaz , Vivian Vance , William Frawley y Little Ricky (anunciado como Richard Keith en sus asignaciones de actuación posteriores a Lucy–Desi ). El cronograma de producción evitó la rutina de una serie semanal regular.

## Reparto
- Lucille Ball como Lucy Ricardo
- Desi Arnaz como Ricky Ricardo
- Vivian Vance como Ethel Mertz
- William Frawley como Fred Mertz

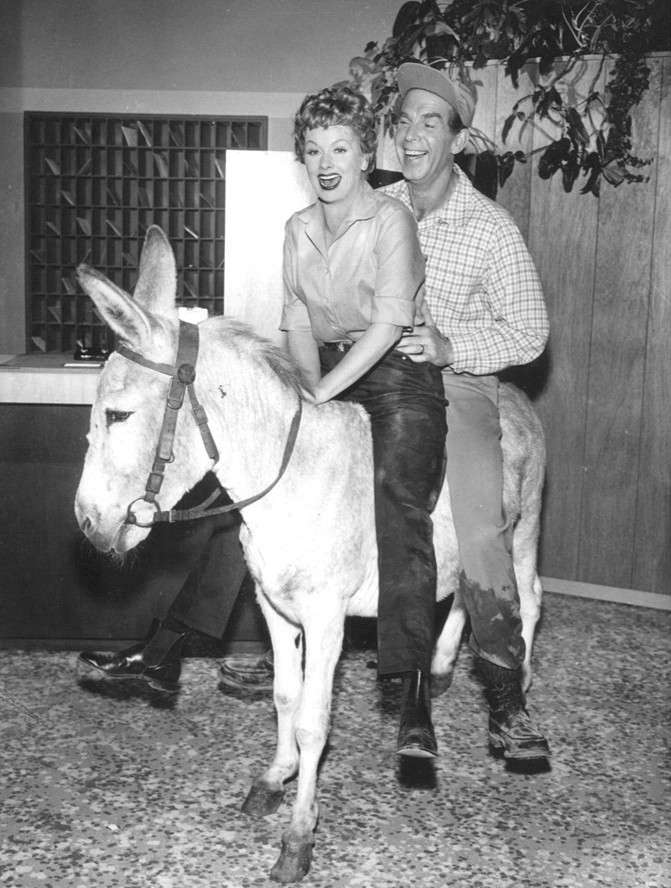
"Lucy Hunts Uranium" con la estrella invitada Fred MacMurray (1958)

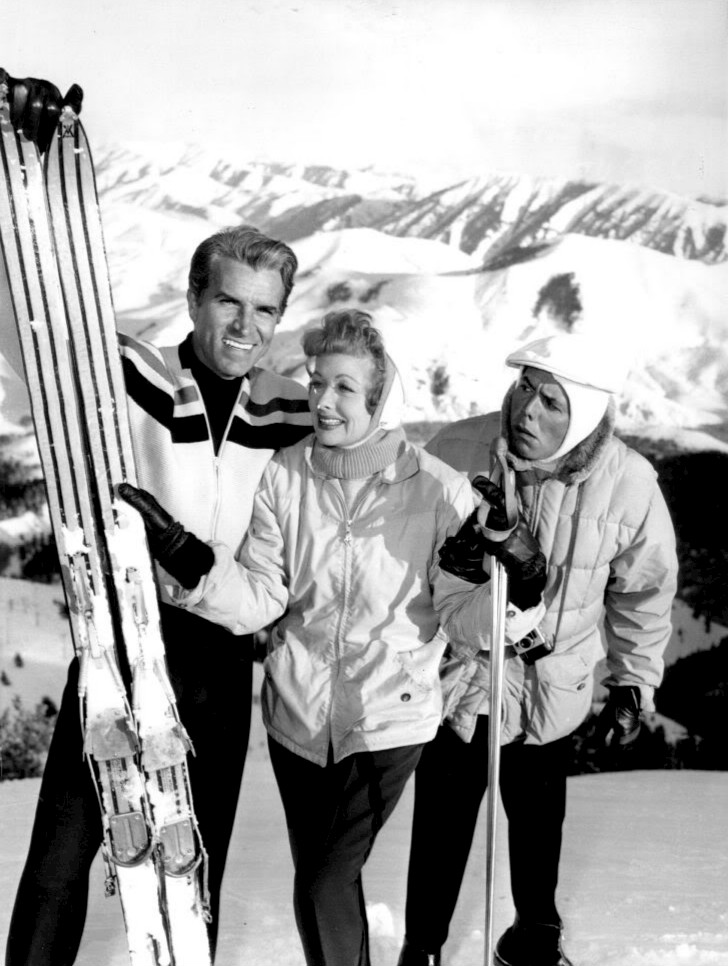
"Lucy Goes to Sun Valley" con la estrella invitada Fernando Lamas (1958)

- Keith Thibodeaux, acreditado como Richard Keith como Ricky Ricardo Jr. (Little Ricky)